# Tchao-jüan
Tchao-jüan (čínsky 桃園市, tongyong pinyin Táoyuán shì, tchajwansky Thô-hng-chhī) je centrálně spravovaná speciální obec a město na Tchaj-wanu. Jeho sousedy jsou město Nová Tchaj-pej, okres I-lan a okres Sin-ču. Až do prosince 2014 se jednalo o okres, který byl následně transformován do speciální obce.
Na severu hraničí s Tchajwanským průlivem a nachází se zde největší tchajwanské Mezinárodní letiště Tchaj-wan Tchao-jüan. Jižní částí se táhne pohoří Süe-šan, kterým protéká řeka Ta-chan.